# Гик-рок
Гик-рок (также известен как нерд-рок или дорк-рок) — поджанр музыки, возникший на базе альтернативного рока в рамках нерд-музыки. Является родственным жанром нинтендокора и переплетается с другими направлениями нерд-музыки, такими как нерд-кор и нерд-фолк. Гик-рок характеризуется использованием стандартных инструментов рок-музыки, часто в сочетании с электронными музыкальными инструментами. В песнях присутствуют отсылки к гик-культуре и специализированные, как правило, мирские интересы. Могут присутствовать элементы юмора. Поджанры гик-рока варьируются от близких к гик-культуре, таких как волшебный рок, основанный на вселенной Гарри Поттера, до близких к рок-музыке, таких как нерд-панк, возникший на базе панк-рока.

## Характеристика
В гик-роке активно используются электронные музыкальные инструменты и такой редкий для рока инструментарий как аккордеон и укулеле.
В плане лирики жанр использует типичные для гик-культуры темы, включая поп-культуру (научная фантастика, комиксы и видеоигры), научные круги, технологии и связанные с этим вещи. Кайл Стивенс из Kirby Krackle расширяет тематику гик-рока до любого увлечения. Из интервью 2013 года: «Для нас сейчас нерд или гик рок означает всё, чем мы сильно увлекаемся, будь то традиционная гик тематика или песня о любви к тако.»
Мейнстримная рок-музыка склонна мотивировать, изображая то, чего рядовые члены мужской аудитории хотят достичь или кем они хотят стать. В то же время гик-рок прославляет повседневные, бытовые вещи, которые близки по духу аудитории жанра.

## История

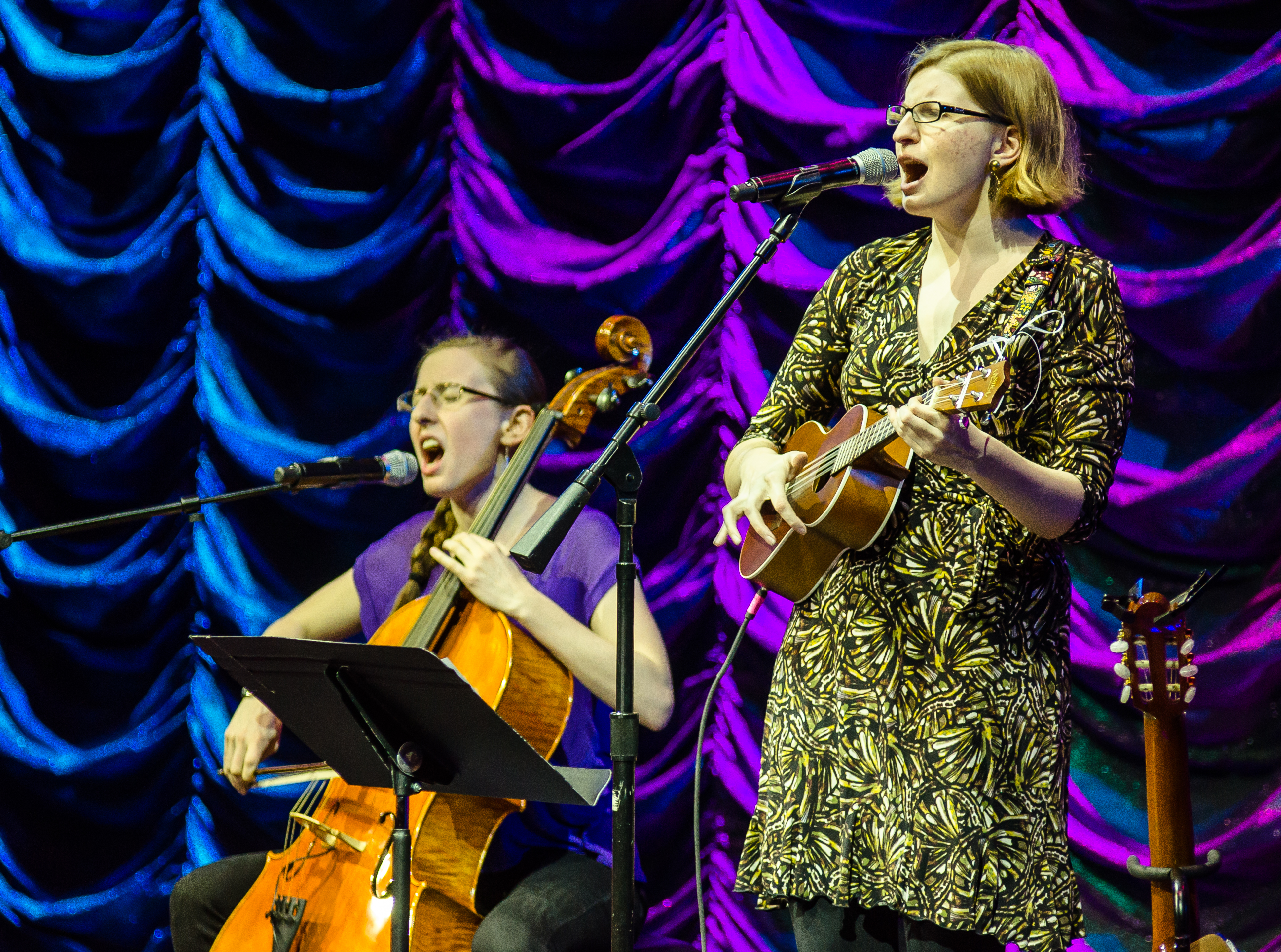

Считается, что первой группой, идентифицировавшей свою музыку как «гик-рок» были Nerf Herder. Успех альбома Flood группы They Might Be Giants', выпушенного в 1990 году, можно охарактеризовать как точку выхода гик-культуры и гик-рока из андеграунда. Журнал Billboard назвал They Might Be Giants «королями нерд-рока». Также королём нерд-рока был прозван "Weird Al" Yankovic.
Термин «протогик-рок» используется для обозначения музыкантов, которые играли схожую музыку до того как гик-рок был сформирован как жанр. Также к представителям протогик-рока нередко относят музыкантов, которые частично влились в гик-культуру, но никогда не считались её частью.
Ранее филк-музыка базировалась на фанатах, выступающих на съездах научной фантастики. Гик-рок не обязательно связан со съездами, но, хотя и связан с фанатскими сообществами, является не их производным от них, а смежным. Представители жанра — это чаще профессиональные музыканты, нежели фанаты-любители, причём они могут вообще не быть фанатами тематики, в которой выступают. Например, Чикагская группа Time Crash была основана фанатом Доктора Кто Роненом Коном, при этом ударник группы Энди Райс посмотрел телесериал только через какое-то время после игры в коллективе.
Термин «нерд-рок» был ранее использован в качестве заголовка сцены 1977 года американского комедийного скетч-сериала Saturday Night Live. Когда Элвис Костелло появился в сцене в качестве приглашённого артиста, сценаристка Энн Битс, наблюдая за его выступлением, подумала: «Это не панк-рок. Это нерд-рок». Сцена стала первой в цикле «The Nerds». Последующие серии цикла включали таких же «занудных» персонажей (англ. nerd — зануда).
Гик-рок и родственные ему жанры доросли до поддержки музыкальных фестивалей, таких как Rock Comic Con.